# Karl Gustaf Atterling
Karl Gustaf Atterling, född 12 december 1896 i Stenstorps församling, Skaraborgs län, död 24 juli 1957 i Söderhamn, var en svensk ingenjör.
Efter realskolexamen 1916 blev Atterling elev vid Tekniska skolan i Örebro 1917 och erhöll avgångsexamen från avdelningen för elektroteknik 1920. Han var elev vid Elektriska motorfabriken Fenix i Jönköping 1916, blev ritare vid Asea i Västerås 1920, konstruktör vid Westinghouse Electric & Manufacturing Company i East Pittsburgh, Pennsylvania, 1923 och föreståndare för Söderhamns stads elektricitetsverk 1938.